# Lợn rừng lai
Lợn rừng lai hay Heo rừng lai (Sus scrofa x Sus scrofa domesticus) là một giống lai giữa một con lợn rừng và lợn nhà. Thông thường, lợn rừng lai là con lai giữa lợn rừng đực với lợn nái là lợn địa phương, chẳng hạn như ở một số nơi thuộc Việt Nam, lợn cái để lai với lợn rừng đực là lợn nái thả rông của người dân tộc thường nuôi giống lợn gần như hoang dã tạo ra con lai với ưu thế lai cao của cả bố và mẹ như có sức đề kháng mạnh, khả năng chịu đựng kham khổ với môi trường sống tự nhiên cao, ít dịch bệnh, tỷ lệ hao hụt thấp.
Đặc biệt là giống lợn rừng được lai giữa lợn rừng và lợn nhà, thường nuôi lợn con ở thế hệ lai F4, F5, con giống lai tạo có các đặc điểm nổi trội của lợn bố mẹ, sức đề kháng cao, chịu được thời tiết khắc nghiệt, dễ nuôi và không tốn nhiều thức ăn, công chăm sóc và cho hiệu quả kinh tế. Lợn rừng lai cũng thích nghi với mọi loại địa hình, khí hậu ở miền núi. Thịt lợn rừng lai được đánh giá là thơm ngon, săn chắc, nhiều nạc nhưng mềm, ít mỡ, da dày, giòn, giá trị dinh dưỡng cao nên ngày càng được thị trường nhiều nơi ưa chuộng. Nhìn chung, mô hình nuôi lợn rừng lai cho hiệu quả kinh tế cao.

### Nguồn gốc

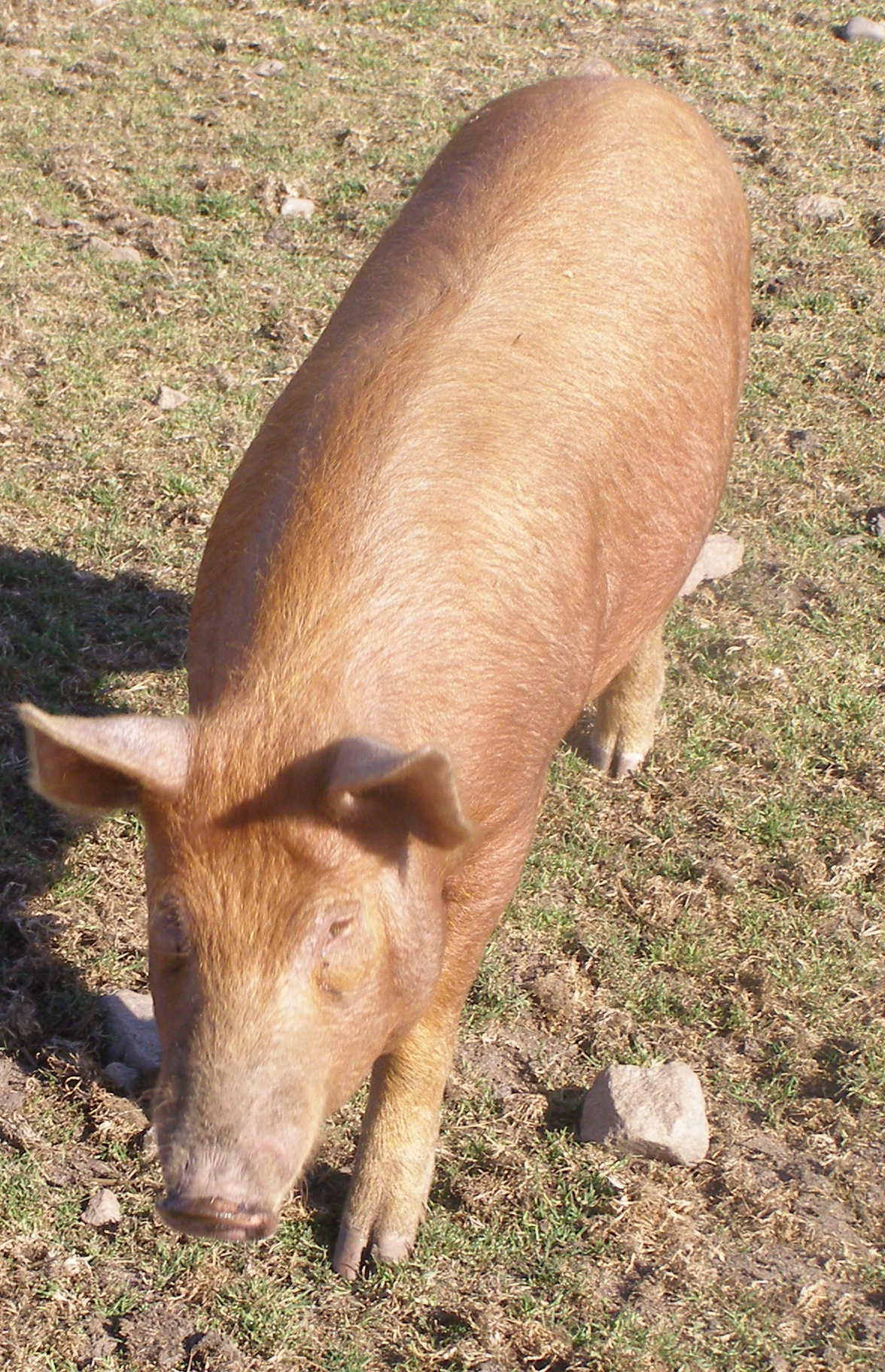
Một con lợn lai Tamwort

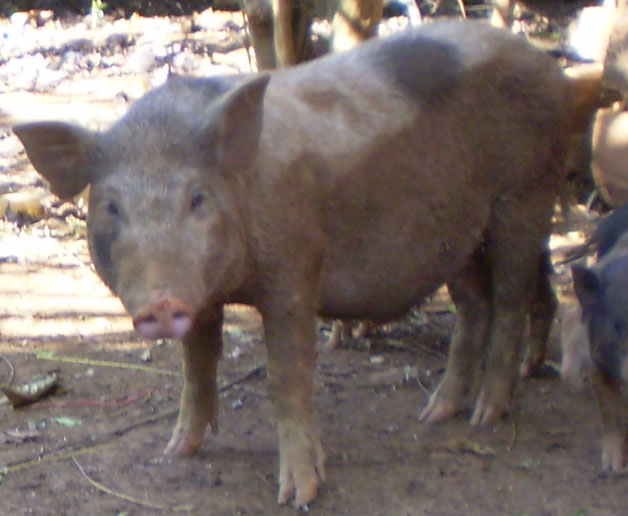
Một con lợn Đê của người Tây Nguyên

### Ngoại hình

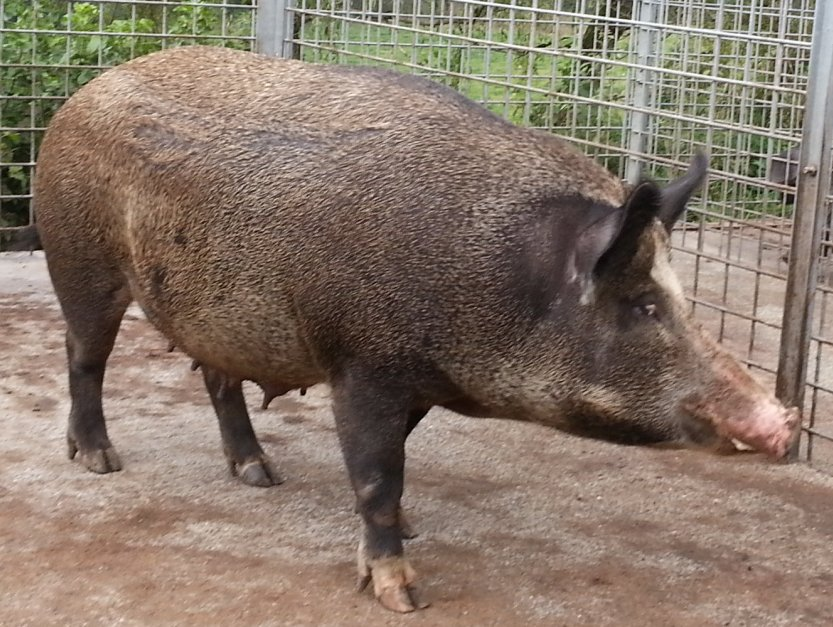
Một con Lợn rừng lai

### Tập tính

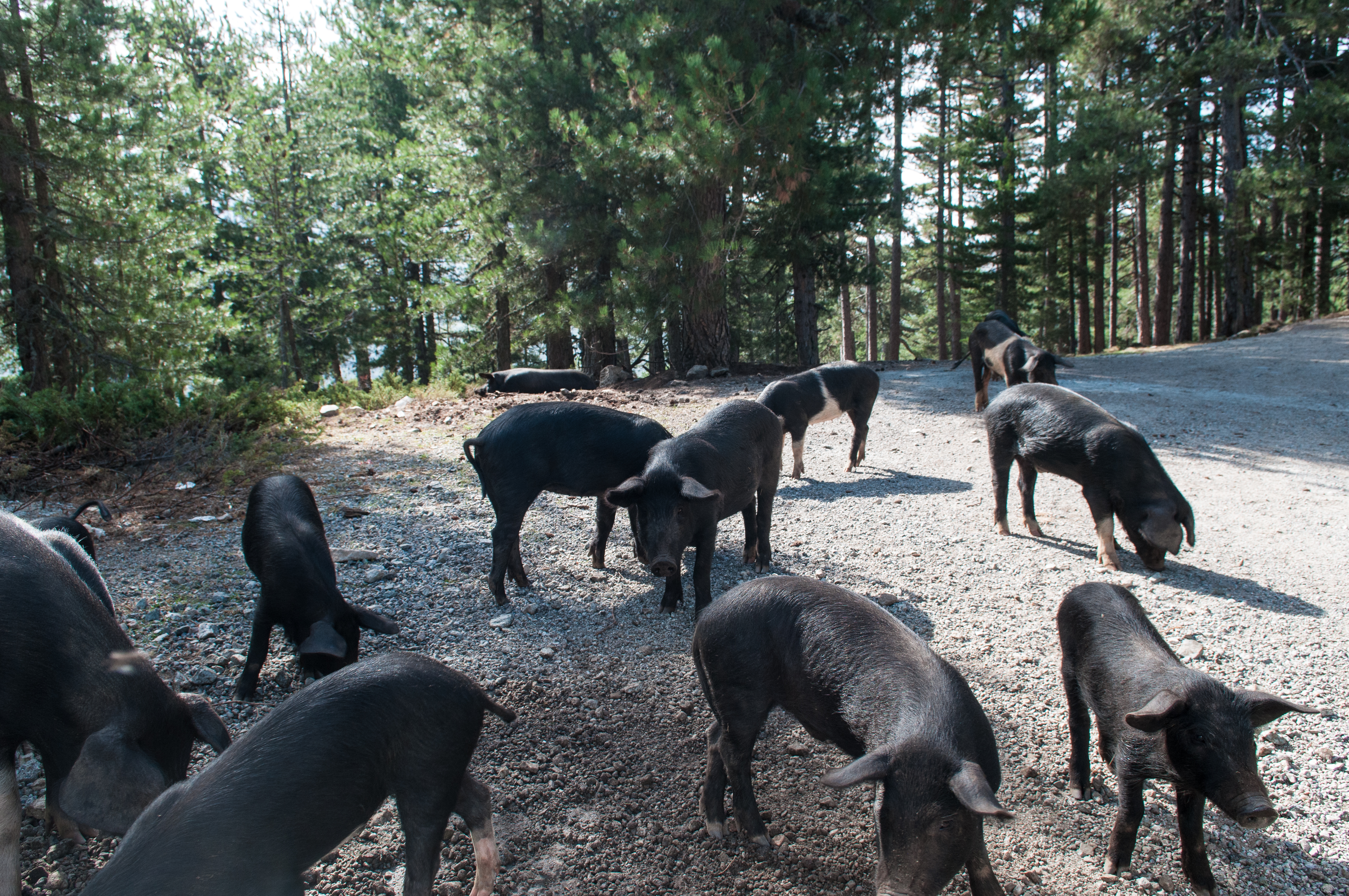
Một đàn lợn rừng lai

## Sinh sản

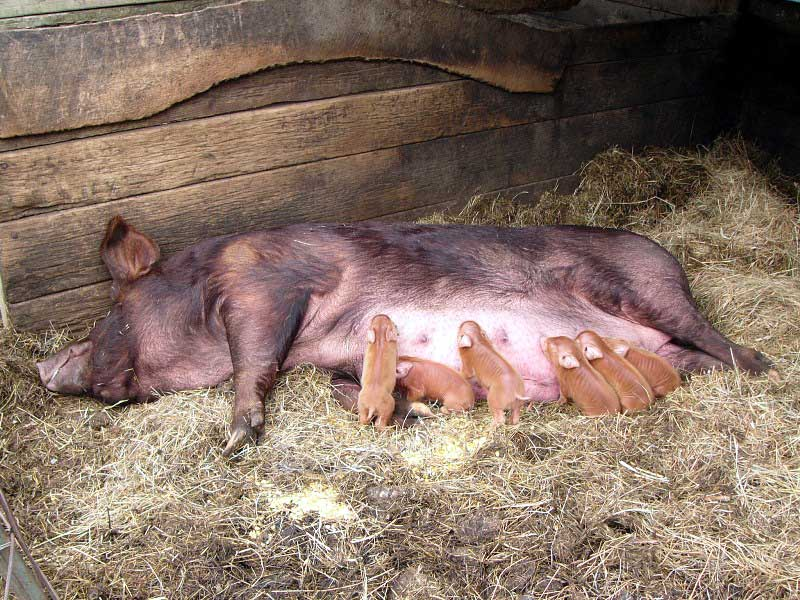
Một con lợn rừng lai đang nuôi con, lợn rừng lai kế thừa tập tính khéo nuôi con của lợn rừng

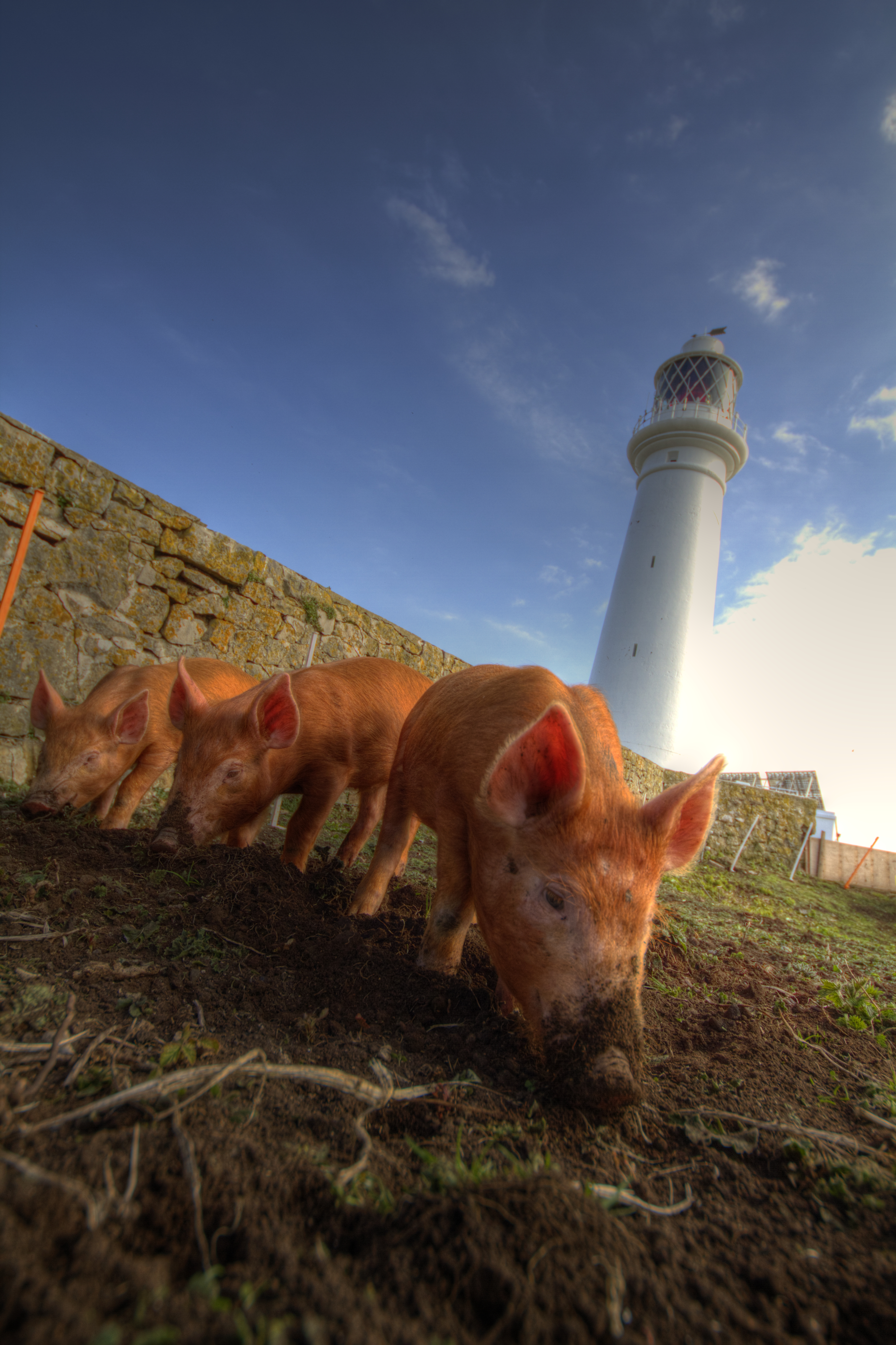
Những con lợn rừng lai con

### Nuôi nhốt

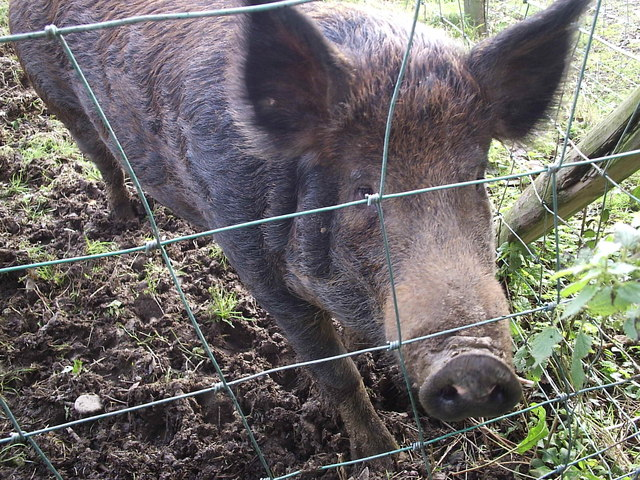
Chăn nuôi lợn rừng lai phải đảm bảo có lưới sắt vì tập tính của lợn rừng là thích đào ủi để thoát ra ngoài

## Tổng quan